# Margodadi (Ambarawa)
Margodadi is een bestuurslaag in het regentschap Pringsewu van de provincie Lampung, Indonesië. Margodadi telt 4413 inwoners (volkstelling 2010).